# Hosingen
Hosingen var tidigare en kommun i Luxemburg.   Den låg i kantonen Clervaux och distriktet Diekirch, i den norra delen av landet, 50 kilometer norr om huvudstaden Luxemburg. Antalet invånare var 1 628. Arean är 45 kvadratkilometer. 
Hosingen inkorporerades 1 januari 2012 med två andra kommuner och bildade då kommunen Parc Hosingen. 

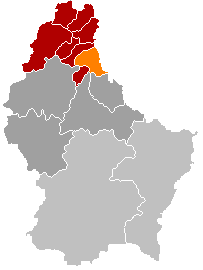
Hosingen markerad med orange i karta över Luxemburg